# Alstroemeria pubiflora
Alstroemeria pubiflora är en alströmeriaväxtart som beskrevs av Pierfelice Ravenna. Alstroemeria pubiflora ingår i släktet alströmerior, och familjen alströmeriaväxter. Inga underarter finns listade i Catalogue of Life.